# L'ereditiera (film 1914)
L'ereditiera è un film muto italiano del 1914 diretto da Baldassarre Negroni.